# Sozialdemokratische Partei Südtirols
Il Sozialdemokratische Partei Südtirols (SPS, in italiano Partito Socialdemocratico del Sudtirolo) è stato un partito politico regionale, attivo nella Provincia di Bolzano dal 1973 al 1981, di ispirazione socialdemocratica.
Nel 1978 vi confluì il Soziale Fortschrittspartei Südtirols (SFP), noto in italiano col nome di Partito Sud Tirolese del Progresso Sociale (PST-PS), fondato nel 1966.

## Storia
Il partito venne creato nel 1973 da Hans Dietl, ex-consigliere provinciale della Südtiroler Volkspartei (SVP) e deputato dal 1963 al 1972, che era stato espulso dalla SVP per essere stato contrario all'accordo tra governo provinciale e nazionale conosciuto come Pacchetto per l'Alto Adige. Esso si rincondusse idealmente quale precursore alla Sozialdemokratische Partei Südtirol costituita nel settembre 1919 (dopo l'annessione del Tirolo meridionale al Regno d'Italia), affiliata al Partito Socialista Italiano e sciolta dal regime fascista nel 1924.
La SPS ottenne il suo miglior risultato nelle elezioni provinciali del 1973, quando ricevette il 5,14% dei voti ed elesse due consiglieri provinciali (lo stesso Dietl, che lasciò il partito poco dopo, e Wilhelm Erschbaumer). Da allora il partito continuò a perdere voti in favore della SVP, che nel 1975 aveva fondata la corrente degli Arbeitnehmer in der SVP che riusciva ad aggregare i lavoratori moderati di lingua tedesca. Lo stesso Erschbaumer, espulso dalla SPS nel 1981, si ripresentò sulla lista dell'SVP nel 1983, però non fu rieletto.

## Risultati elettorali
| Elezione       | Voti   | %    | Seggi  |
| -------------- | ------ | ---- | ------ |
| Regionali 1973 | 12.037 | 2,46 | 2 / 70 |
| Regionali 1978 | 5.928  | 1,08 | 1 / 70 |
| Regionali 1983 | 3.853  | 0,67 | 0 / 70 |